# Sonate für Flöte und Klavier (Hindemith)

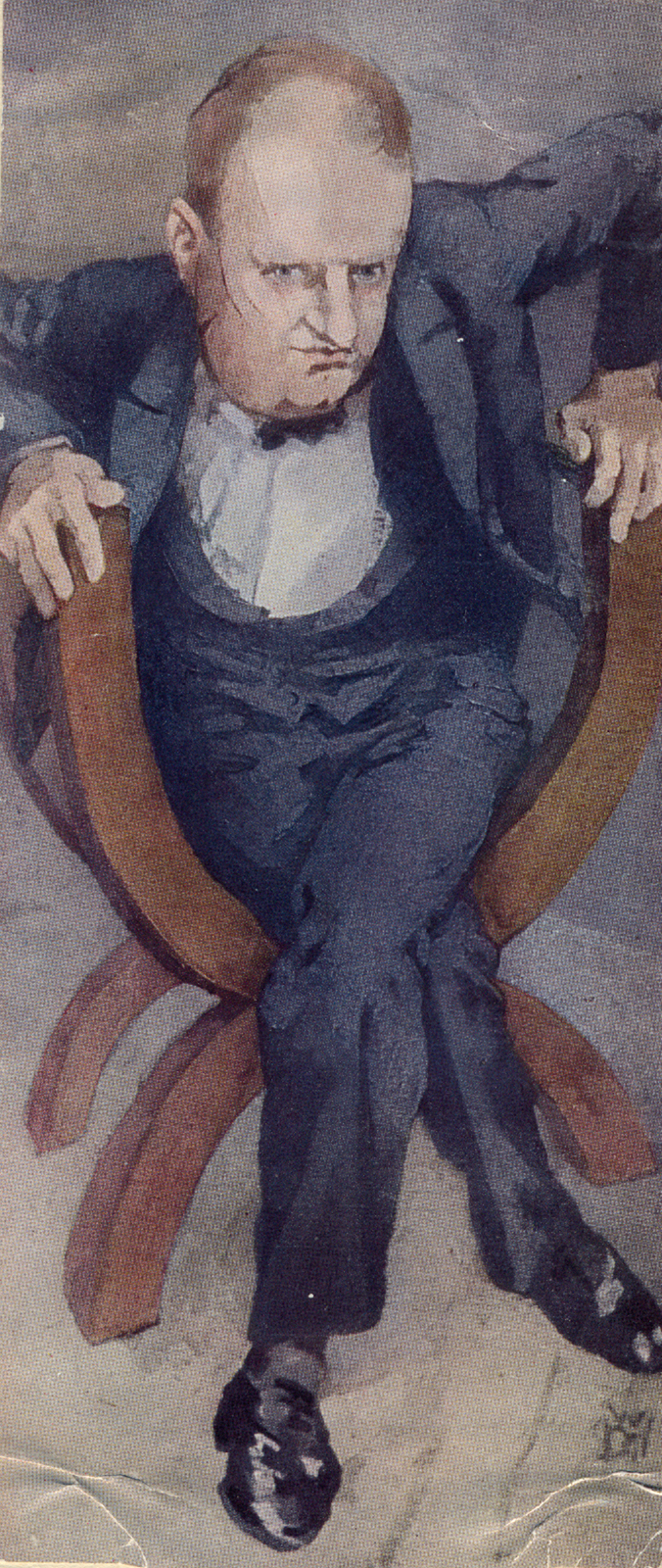
Porträt Paul Hindemiths von Rudolf Heinisch, 1931

Die Sonate für Flöte und Klavier schrieb der deutsche Komponist Paul Hindemith  Ende 1936 in Berlin. Zur Uraufführung kam sie im folgenden Jahr in Washington.

## Entstehung, Uraufführung und Rezeption
Paul Hindemith sah sich seit der nationalsozialistischen Machtübernahme 1933 zunehmenden Anfeindungen und Repressionen ausgesetzt. Zwar wurde er 1934 in den Führerrat der Reichsmusikkammer gewählt, noch im gleichen Jahr aber von Joseph Goebbels als „atonaler Geräuschemacher“ diskreditiert, was Hindemith veranlasste, sich von seinem Lehrstuhl an der Berliner Musikhochschule beurlauben zu lassen. 1935 reiste er auf Regierungseinladung in die Türkei, um Vorschläge zum Aufbau des türkischen Musiklebens auszuarbeiten. Im gleichen Jahr stellte er die Oper Mathis der Maler fertig. In das Jahr 1936 fallen eine zweite Türkeireise und im Dezember die Komposition seiner Sonate für Querflöte und Klavier.
Die geplante Uraufführung des frisch komponierten Werks in Berlin mit den Solisten Gustav Scheck und Walter Gieseking fiel einem vom Regime über Hindemith verhängten Aufführungsverbot zum Opfer. Sie erfolgte dann im Zuge der ersten Amerikareise Hindemiths in Anwesenheit des Komponisten als Beitrag zum 8. Kammermusikfestival von Elizabeth Coolidge am 10. April 1937 in der Library of Congress in Washington. Solisten waren Georges Barrère, Soloflötist des New York Symphony Orchestra, und der aus Puerto Rico stammende Pianist Jesús María Sanromá.
Hindemith war von der Leistung beider Solisten sehr angetan und konstatierte zudem in seinen Aufzeichnungen eine warme Aufnahme durch das Publikum (die Angabe von Scheck, die Uraufführung sei durch Barrère und Hindemith selbst in Chicago erfolgt, dürfte nicht zutreffen).
Die Flötensonate erschien 1937 im Mainzer Verlag Schott. Sie steht am Beginn einer 1955 beendeten Serie von zehn Sonaten für je ein Blasinstrument mit Klavier, die am Ende fast alle gängigen Blasinstrumente des Sinfonieorchesters abdeckte (1918 bis 1922 waren bereits mehrere Sonaten für ein Streichinstrument und Klavier vorausgegangen).

## Charakterisierung
Die Spieldauer der Sonate für Flöte und Klavier von Paul Hindemith liegt bei etwa 15 Minuten. Ihre Satzüberschriften lauten:
1. Heiter bewegt
2. Sehr langsam
3. Sehr lebhaft – Marsch

Die Harmonik der Flötensonate ist, wie auch andere Kammermusikwerke Hindemiths dieser Zeit, gekennzeichnet durch eine Bevorzugung von Sekundgängen im Bass und einer Akkordbildung, die sich vom herkömmlichen Terzenaufbau löst. An ihre Stelle treten Zusammenklänge übereinandergeschichteter Quarten, gemischt mit Quinten, Terzen und Sekunden. Damit folgt er seinen eigenen musiktheoretischen Grundsätzen, die in der „Unterweisung im Tonsatz“ dargelegt sind (der erste Teil wurde 1937 publiziert). Durdreiklänge erscheinen fast nur noch am Ende größerer Formabschnitte und entfalten dadurch besondere Wirkung. Auch in der Melodik werden Quarten und Sekunden bevorzugt.
Dem ersten Satz liegt die Sonatensatzform zugrunde (Takt 1 bis 43: Exposition, Takt 44 bis 101: Durchführung, ab Takt 102: veränderte Reprise mit lediglich zwei Takte langer Coda).
Der zweite, liedhafte, von tiefem Ernst erfüllte Satz folgt dem formalen Aufbau A – B – C – A – B.
Der lebhafte dritte Satz ist ein Rondo mit sonatenhaften Zügen und besitzt die Merkmale einer Tarantella. Durch einen angehängten ironischen Marsch wird die Sonate zur Quasi-Viersätzigkeit erweitert. Nach Aussage des Hindemith-Schülers John Coleman persifliert er Proben einer nationalsozialistischen Marschkapelle, die Hindemith zum Zeitpunkt der Komposition gehört hatte.